# Dušanbe
Dušanbe (tádžicky Душанбе; což v perštině znamená pondělí) je hlavní a největší město Tádžikistánu. Bydlí v něm asi 863 400 obyvatel. Do roku 1929 bylo město v ruštině známé jako Djušambe (rusky Дюшамбе) a od roku 1929 do roku 1961 jako Stalinabad (tádžicky Сталинобод) po Stalinovi. Dušanbe se nachází v Hissarském údolí, ohraničené Hissarským hřbetem na severu a východě a hřbety Babatag, Aktau, Rangontau a Karatau na jihu. Leží v nadmořské výšce 750–900 m.
Ve starověku místo, kde leží moderní Dušanbe nebo poblíž, bylo osídleno různými říšemi a národy, včetně lidí moustérienských nástrojů, různých neolitických kultur, Achaimenovské říše, Řecko-baktrijského království, Kušánské říše a Hefalitů. Ve středověku se objevily další sídla poblíž současného Dušanbe, jako byl Hulbuk a jeho slavný palác. Od 17. století do počátku 20. století rostlo Dušanbe v tržní vesnici, kterou občas ovládali béjové z Hisoru, Balchu a nakonec Bucharský emirát. Brzy po ruské invazi v roce 1922 se město v roce 1924 stalo hlavním městem Tádžické autonomní sovětské socialistické republiky, což zahájilo rozvoj Dušanbe a také rychlý populační růst, který pokračoval až do tádžické občanské války na začátku 90. let 20. století. Po válce se město stalo hlavním městem nezávislého Tádžikistánu a pokračovalo ve svém růstu a rozvoji v moderní město.
Moderní kultura Dušanbe má své počátky ve 20. letech 20. století s nástupem sovětské hudby, opery, divadla, sochařství, filmu a sportu. Hudba, především před sovětskou invazí provozovaný šašmakam , ve městě zmizel kvůli ruskému vlivu a místním operním domům a orchestrům. Tádžické osobnosti, jako byl Sadriddin Ayni, významně přispěly k rozvoji literatury v Dušanbe, která během a po sovětském období prošla mnoha změnami. Počátek divadla a filmu byl ve 30. letech 20. století a byl silně ovlivněn sovětskými trendy. Architektura Dušanbe, kdysi neoklasicistní, přešla do minimalismu a nakonec do moderního stylu.
Hodně ze vzdělávacího systému města pochází z dob Sovětů a má dědictví státní kontroly; i dnes je největší univerzita v Dušanbe, Tádžická národní univerzita, financována vládou. Dušanbejské mezinárodní letiště je hlavní letiště sloužící městu. Mezi další formy dopravy patří síť trolejbusů rozvíjená od roku 1955, malá síť železnic a dále silnice, které procházejí městem. Elektřina ve městě je primárně vodní, vyráběná v Nureské přehradě; stárnoucí systém zásobování vodou pochází z roku 1932. Tádžikistánský systém zdravotní péče je soustředěn v Dušanbe, což znamená, že ve městě jsou hlavní nemocnice v zemi.

## Název
Dnešní jméno města vzniklo velmi jednoduše, prostě se upravil původní název vesnice, která stála na území dnešního města, která se jmenovala Ďiušambe. V letech 1929–1961 se město jmenovalo Stalinabad (česky: Stalinovo město). Od roku 1961 nese město tedy upravený název původní osady, změna proběhla v souladu se soudobou tádžickou výslovností, část Ďiuš se změnila na Duš, což znamená v tádžičtině pondělí.

## Historie
V 7. století byla na místě dnešního města postavena osada Dušanbe, neměla však větší význam, ovládali ji Arabové vyznávající islám. Od 9. století byla postupně součástí říší Sámánovců, Karachánovců a Chorezmu. Ve 13. století se zde objevili Mongolové, ve 14. a 15. století bylo součástí říše Timúrovců, od 16. století se ocitalo v držení bucharského emírátu. Značné ztráty na kulturních místech, památkách a obytných částech město utrpělo v bojích, které začaly v roce 1920, kdy byl svržen emír. Když v roce 1923 skončila občanská válka, chopili se moci Sověti a zahájili výstavbu města na místě původních tří osad, z nichž největší bylo právě Dušanbe. O rok později získalo roli centra Tádžické autonomní republiky (ASSR) a v roce 1929 status hlavního města Tádžické SSR. Další rozvoj města umožnila železnice, která sem byla v té době zavedena. V roce 1948 došlo k založení univerzity a v roce 1951 Tádžická akademie věd. Dne 9. září 1991 byla vyhlášena nezávislá Republika Tádžikistán s hlavním městem Dušanbe.

## Současnost
Dušanbe je moderní město. S výjimkou své centrální části jsou budovy ve městě převážně nízké, v oblasti totiž hrozí zemětřesení. Hlavní třída nese název Prospekt Rudaki a spojuje nádraží v jižní a severní části města. Ve městě převažují široké rovné ulice, které lemují aleje stromů. Mezi nejzajímavější místa patří hlavní mešita, vedle níž stojí synagoga postavená v 19. století, pravoslavný kostel a opera, k dalším pamětihodnostem patří ostatní mešity, ruiny citadely, dvě islámské školy nazývané medresy, karavanseraj. Tradičními doplňky města jsou "čajchany", zařízené pro občerstvení pitím čaje. V blízkosti hotelu Tádžikistán stojí budova Kučai Ismoili Somoni, ve které sídlí etnografické muzeum. Městskou dopravu zajišťují zejména trolejbusy, metro je ve výstavbě.

## Přírodní podmínky
Dušanbe leží v Hissarském údolí na úpatí Pamíru. Městem protéká řeka Varzob. Průměrná nadmořská výška města činí 850 m, nejnižší bod leží ve výšce 790 m, nejvyšší 881 m. Průměrná teplota se v lednu pohybuje okolo -13 °C, v červenci okolo 23 °C. V lednu průměrně spadne 30 mm srážek, v červenci nespadnou srážky žádné. V Pamiru nad městem leží nejvýše položený horský průsmyk na světě, dosažitelný po úzké silnici. Těsně pod ním leží oblíbené výletní místo s průzračně čistou divokou horskou říčkou, lákající v horkých dnech k (nebezpečnému-metrové vlny vodní pěny) osvěžení.

## Osobnosti
- Viktor But (* 1967), obchodník
- Dilšod Nazarov (* 1982), tádžický atlet, reprezentant v hodu kladivem, zlatý olympijský medailista z LOH 2016
- Fatchullo Fatchullojev (* 1990), tádžický fotbalový záložník a reprezentant
- Machmud Muradov (* 1990), uzbecký profesionální bojovník ve smíšených bojových uměních (MMA), původně sambista a kickboxer

## Galerie

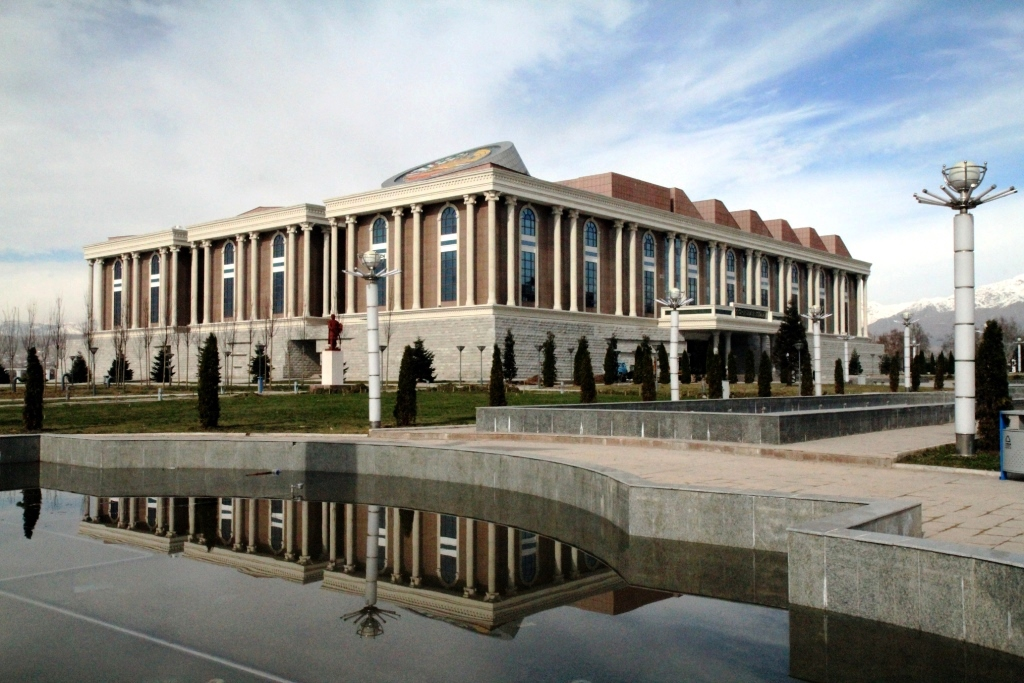
Muzeum
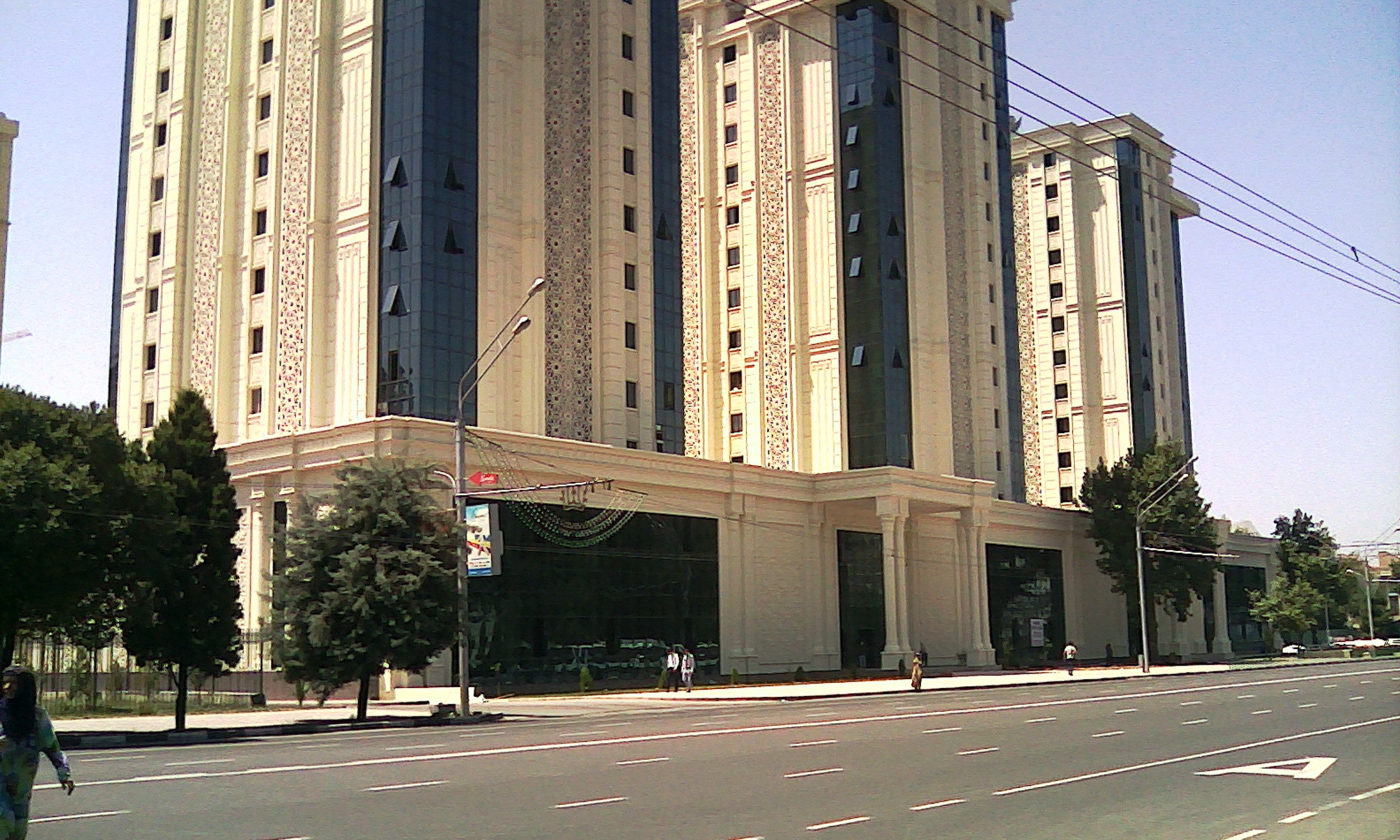
Prospekt
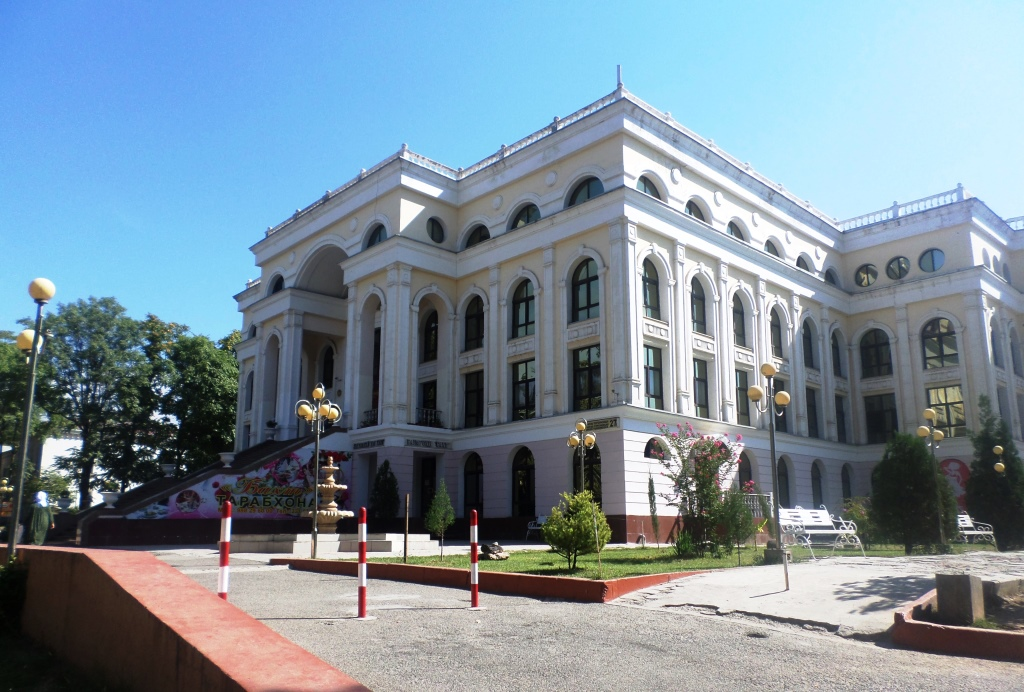
Palác
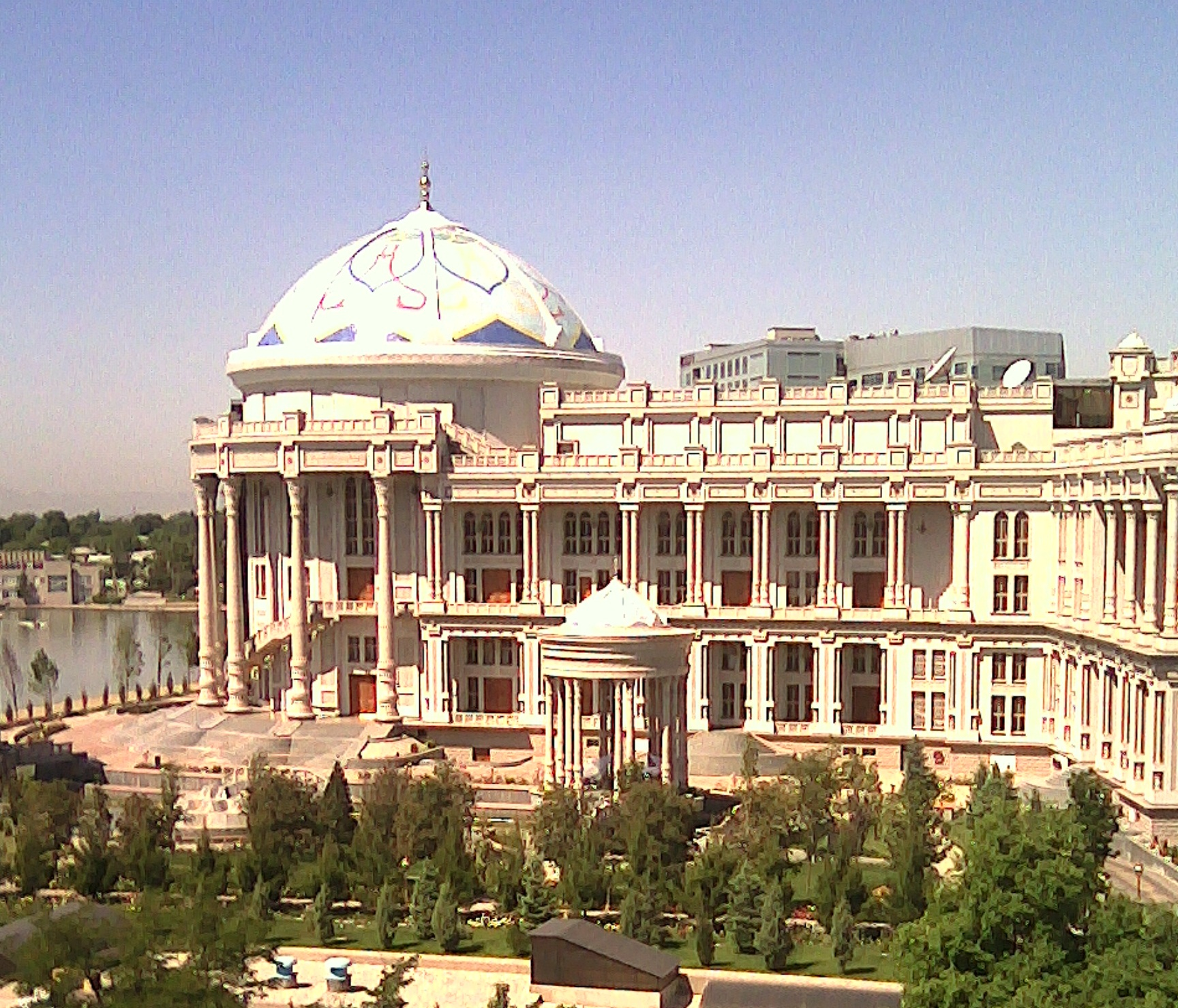
Budova čajchany "Navruzgoch"
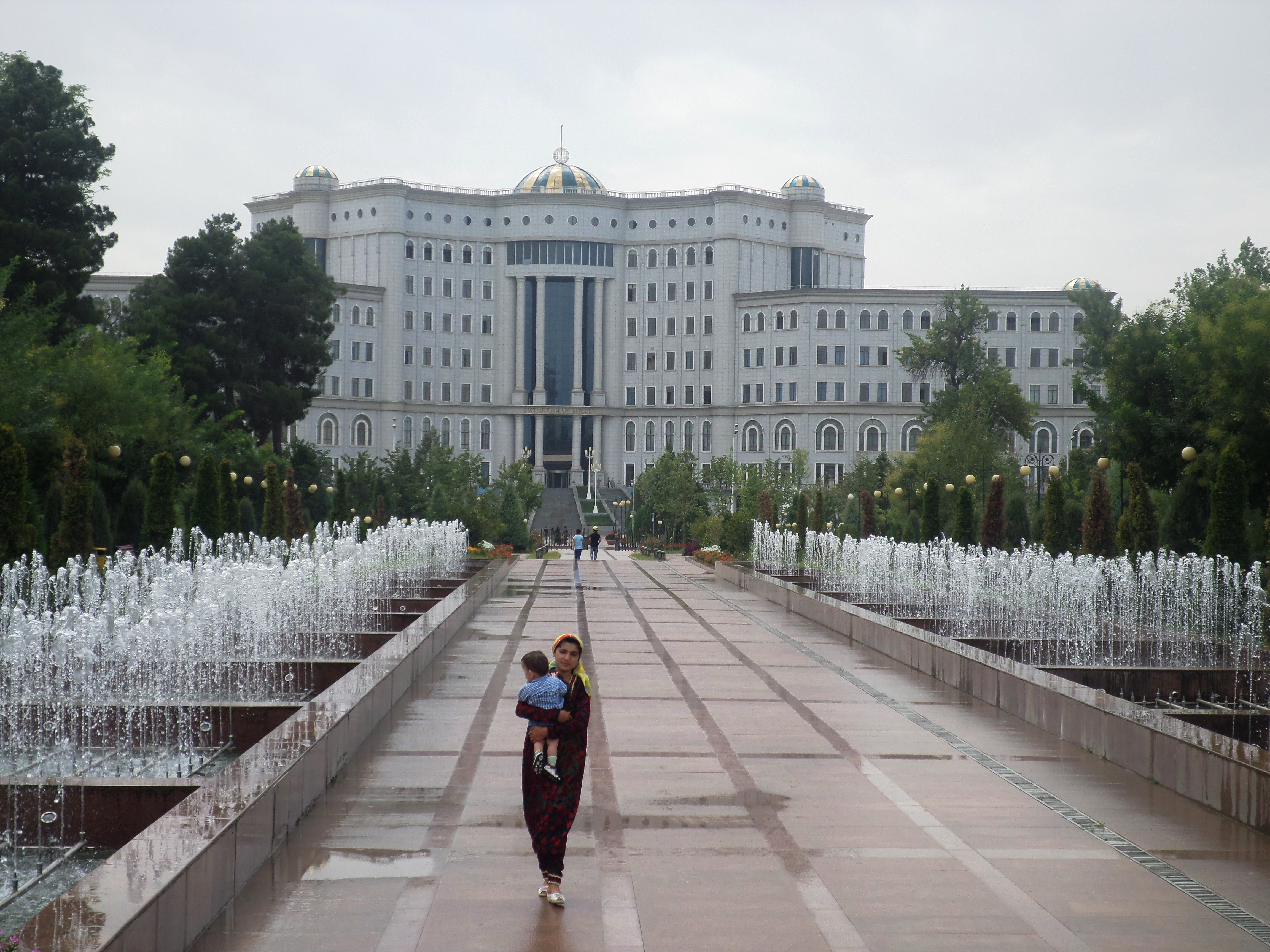
Národní knihovna
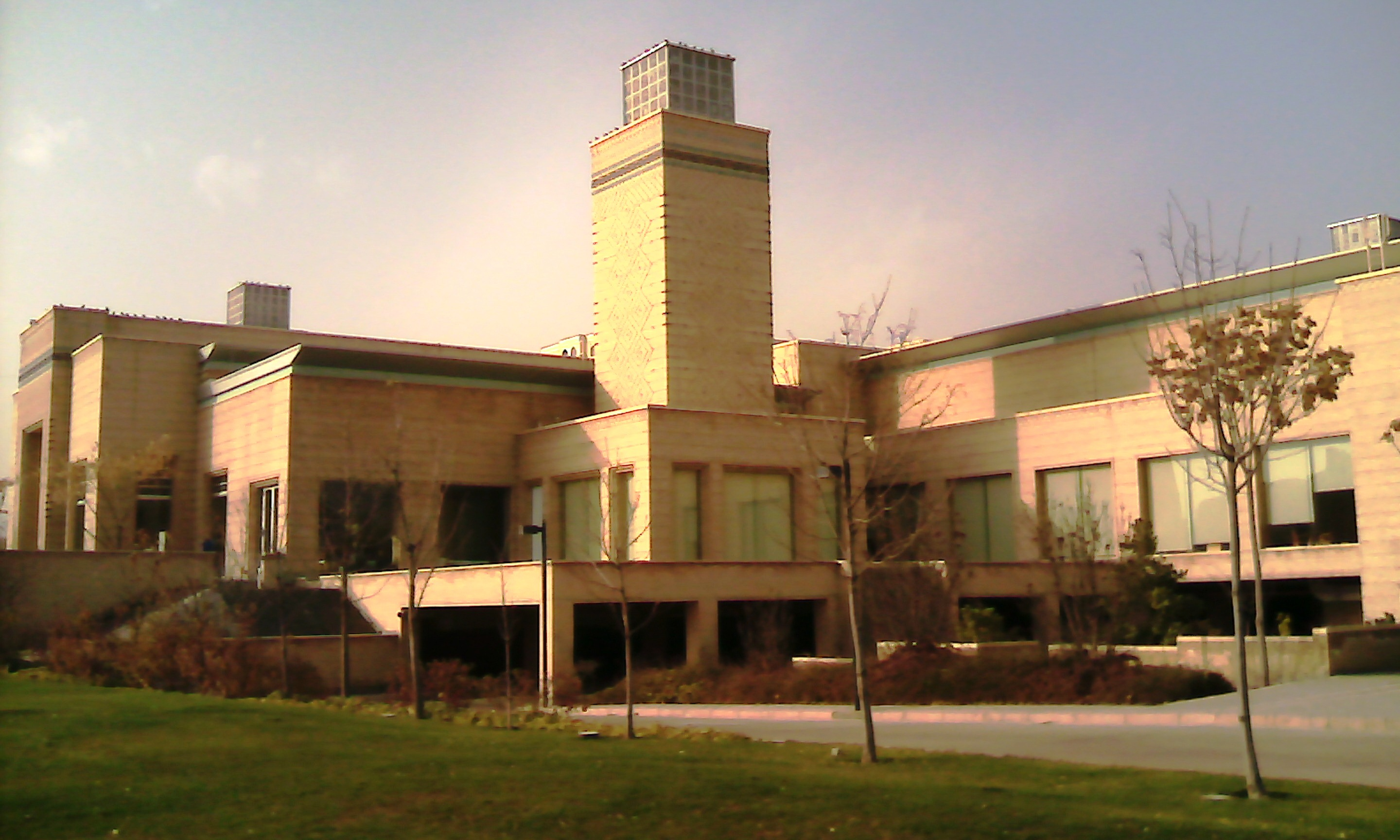
Centrum Ismaili
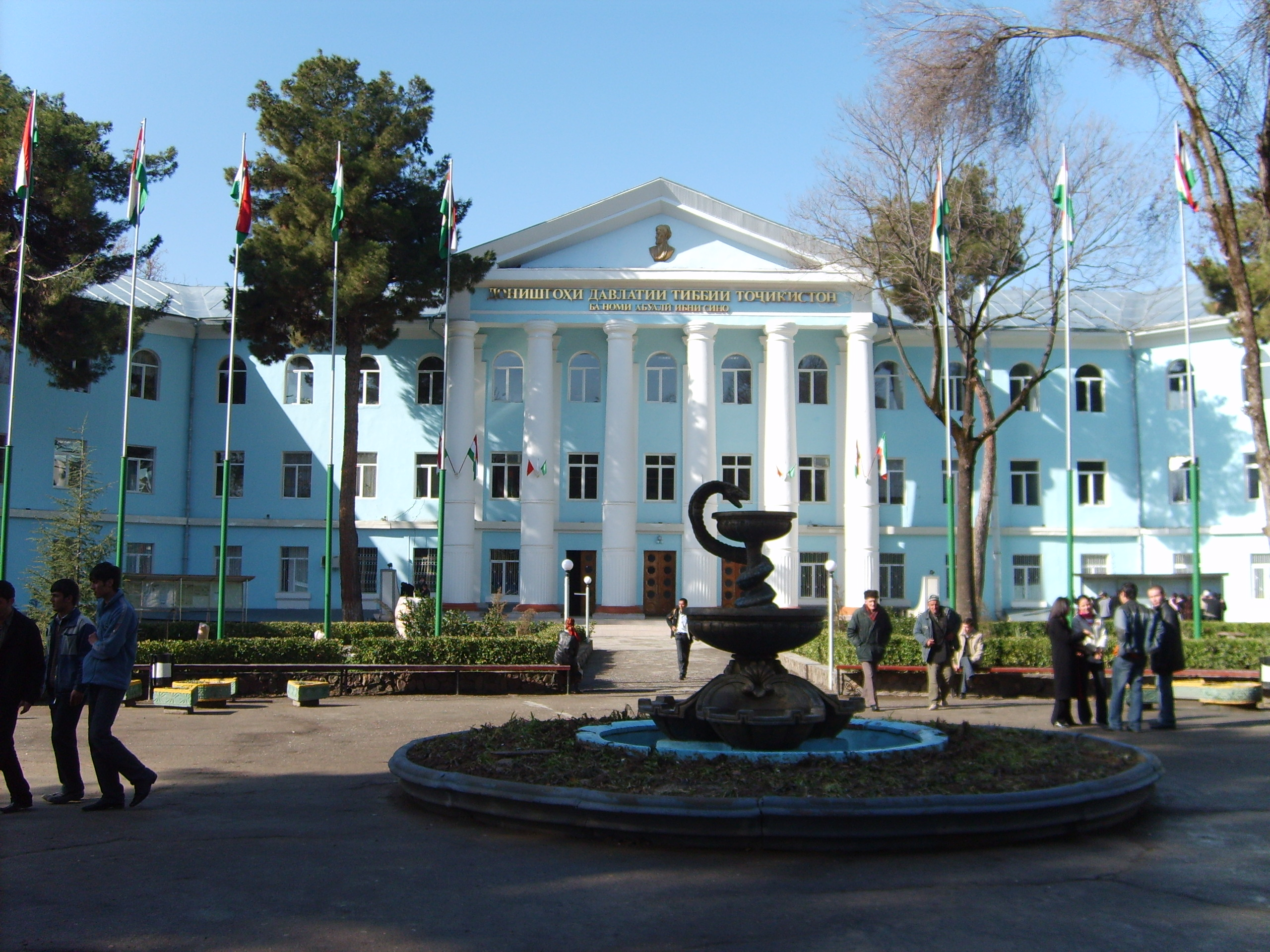
Lékařská fakulta
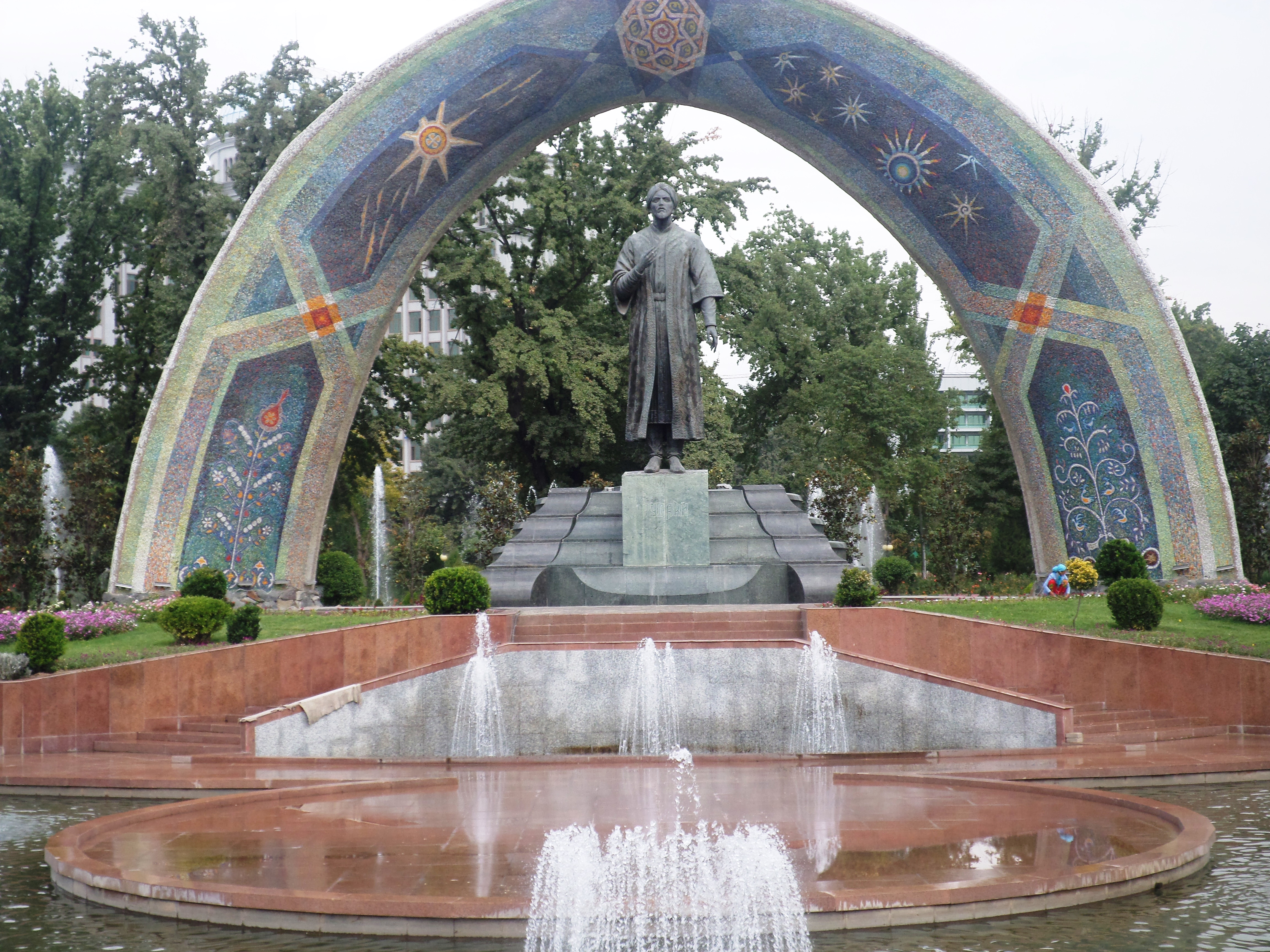
Pomník básníka Rudakiho
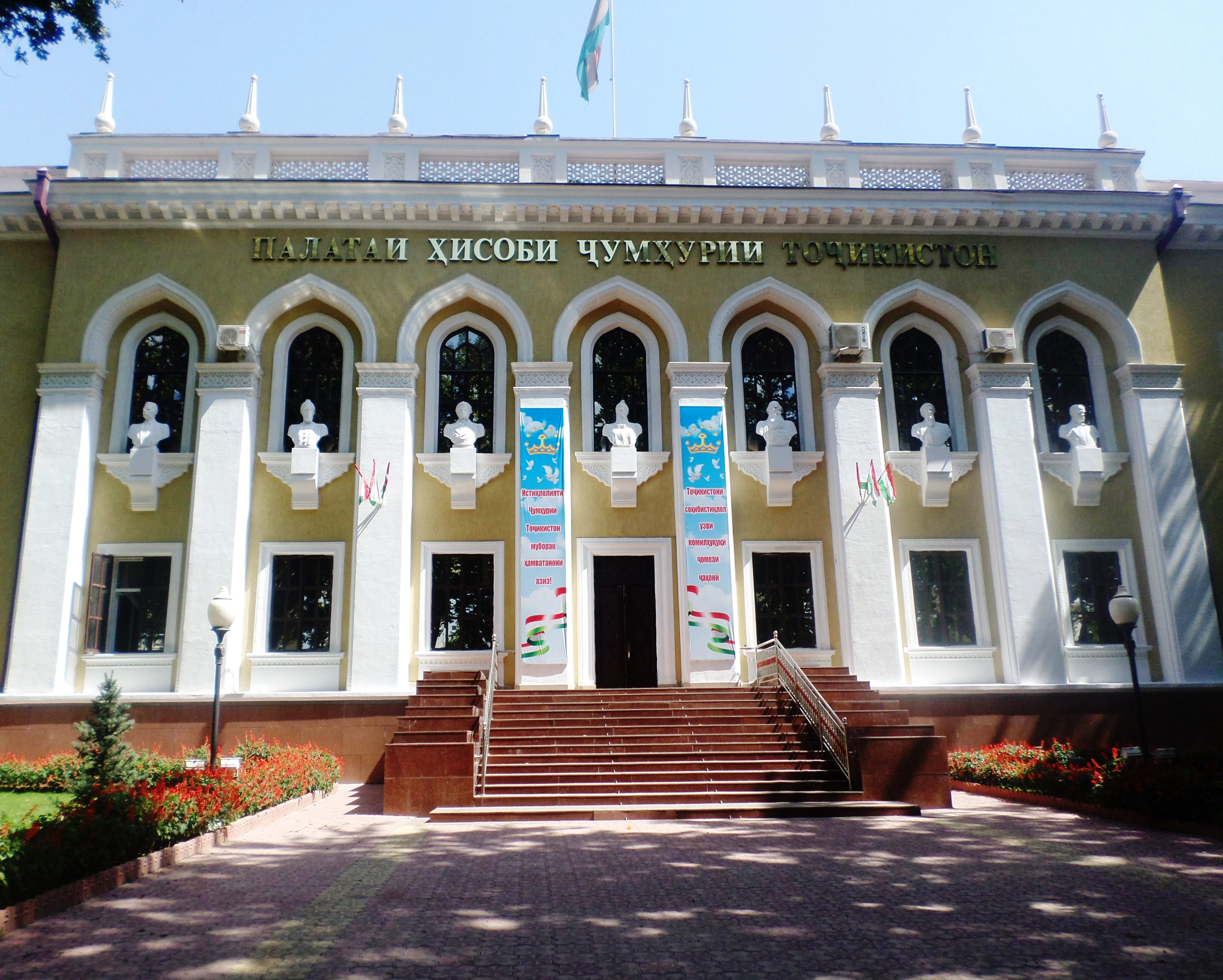
Bývalá knihovna

## Partnerská města
- Ankara, Turecko
- Ašchabad, Turkmenistán
- Boulder, USA
- Čching-tao, Čína
- Chaj-nan, Čína
- Klagenfurt, Rakousko
- Láhaur, Pákistán
- Lusaka, Zambie
- Mazár-e Šaríf, Afghánistán
- Minsk, Bělorusko
- Monastir, Tunisko
- Petrohrad, Rusko
- Reutlingen, Německo
- Sia-men, Čína
- Saná, Jemen
- Šíráz, Írán
- Teherán, Írán
- Urumči, Čína